# Susie
Susie är en barnserie av katalanske tecknaren Jaime Mainou om en flicka som bor i Sagolandet. 

## Innehåll
I serien figurerar även Susies mormor, fédockan Felinda, Sagolandets Kung Egbert, Drottningen och de små dvärgarna Guss-Guss, Hoppsi, Bunne Böna, Långnäsa och Bister. Susie löste ofta Sagolandets problem. Till sin hjälp hade hon en flygande tekanna som hon färdades i, och inte minst dockan Felindas magiska trollspö. Vissa avsnitt av serien publicerades enbart med en berättande text till bilderna, medan andra avsnitt använde det mer traditionella serieberättandet med pratbubblor.

## Publicering
"Susie" publicerades på svenska i tidningen Pellefant och i julalbumet Pellefants julfest under tidigt 1970-tal. Serien publicerades också under titeln Susi i några nummer av den tyska serietidningen Bildermärchen (med huvudnumret Pelefant, den tyska översättningen av Pellefant) på 1970-talet.